# Sestaponi

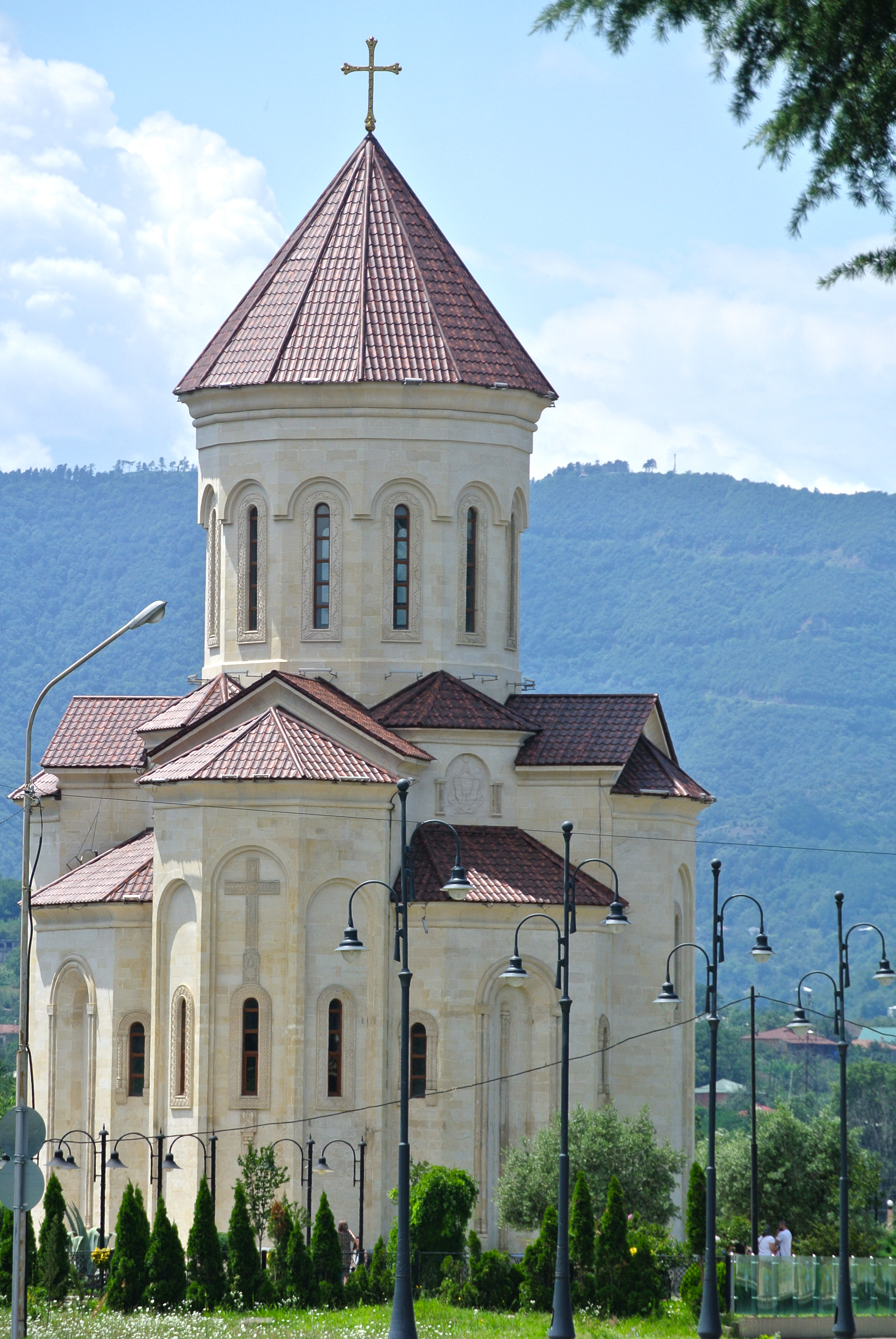

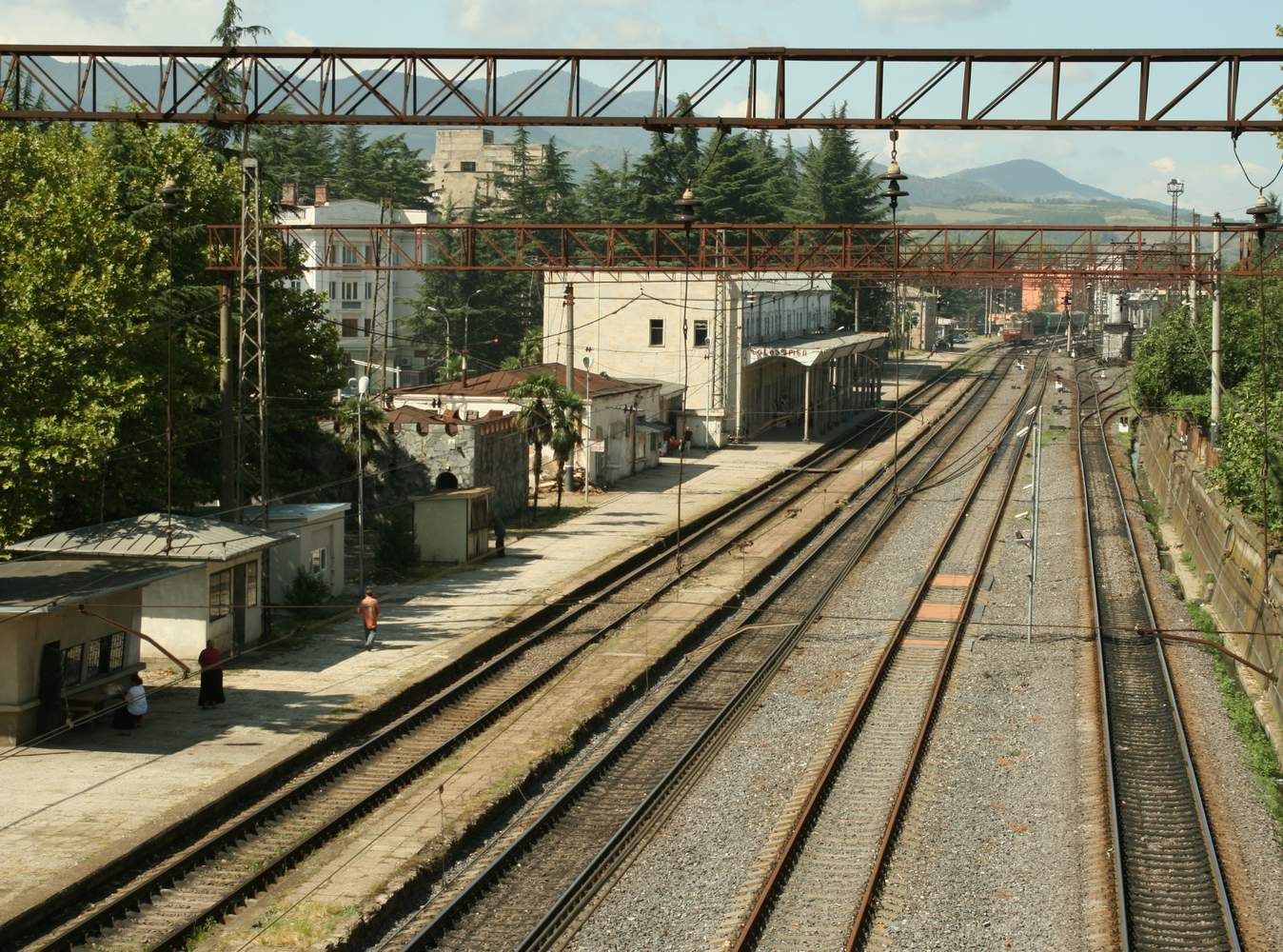
Bahnhof Sestaponi

Sestaponi (georgisch ზესტაფონი) ist eine Stadt in Georgien.

## Geografie
Sestaponi liegt nahe den Städten Kutaissi und Tschiatura in der Region Imeretien. Es hat 20.814 Einwohner.

## Geschichte
Am 1. August 1871 ging der erste Abschnitt der ältesten Eisenbahnstrecke Georgiens zwischen Tbilisi und Sestaponi in Betrieb. Am 10. Oktober 1872 folgte der nächste Abschnitt von Sestaponi nach Poti. Am 2. Mai 1883 schließlich war die Bahnstrecke Poti–Baku insgesamt fertiggestellt. 1895 kam der erste Abschnitt der hier abzweigenden Bahnstrecke Sestaponi–Satschchere hinzu, damals eine Schmalspurbahn, die dann später auf die landesübliche Breitspur umgespurt wurde. Sestaponi war damit ein wichtiger Bahnhof, was seiner weiteren Entwicklung Auftrieb verlieh.

## Wirtschaft
Sestaponi ist für seine Metallproduktion bekannt.

## Sport
Der Heimklub der Stadt ist der FC Sestaponi, der in der Umaghlessi Liga spielt.

## Persönlichkeiten
In Sestaponi wurden die Schriftsteller Lado Awaliani und Boris Akunin (eigentlich Grigori Schalwowitsch Tschchartischwili) geboren.